# Dil-Dil Plateau
Dil-Dil Plateau är en platå i Kanada.   Den ligger i provinsen British Columbia, i den sydvästra delen av landet, 3 500 km väster om huvudstaden Ottawa.